# Incertidumbre

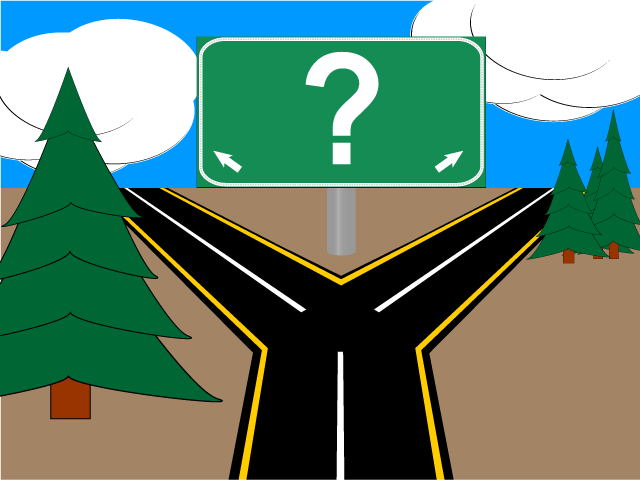
A menudo surgen situaciones en las que se debe tomar una decisión cuando los resultados de cada elección posible son inciertos.

La incertidumbre se refiere a anomalías epistémicas que implican información imperfecta o desconocida. Se aplica a las predicciones de eventos futuros, a las mediciones físicas que ya se han realizado o a lo desconocido. La incertidumbre surge en entornos parcialmente observables y / o estocásticos, así como debido a la ignorancia, la indolencia o ambas. Surge en cualquier número de campos, incluyendo los seguros, filosofía, física, estadística, economía, finanzas, psicología, sociología, ingeniería, metrología, meteorología, ecología y ciencias de la información. 

## Conceptos
Aunque los términos se utilizan de diversas maneras entre el público en general, muchos especialistas en teoría de la decisión, estadística y otros campos cuantitativos han definido la incertidumbre, el riesgo y su medición como: 
Incertidumbre
La falta de certeza, un estado de conocimiento limitado donde es imposible describir exactamente el estado existente, un resultado futuro o más de un resultado posible.  
Medida de incertidumbre
Un conjunto de posibles estados o resultados donde se asignan probabilidades a cada posible estado o resultado; esto también incluye la aplicación de una función de densidad de probabilidad a variables continuas.
Incertidumbre de segundo orden
En estadística y economía, la incertidumbre de segundo orden se representa en las funciones de densidad de probabilidad sobre las probabilidades (de primer orden).
Las opiniones en lógica subjetiva conllevan este tipo de incertidumbre.
Riesgo
Un estado de incertidumbre donde algunos resultados posibles tienen un efecto no deseado o una pérdida significativa.
Medida de riesgo
Un conjunto de incertidumbres medidas donde algunos posibles resultados son pérdidas y las magnitudes de esas pérdidas; esto también incluye funciones de pérdida sobre variables continuas.

## Incertidumbre knightiana
En economía, en 1921 Frank Knight distinguió la incertidumbre del riesgo, siendo la incertidumbre la falta de conocimiento que es inconmensurable e imposible de calcular. Esto ahora se conoce como incertidumbre knightiana: 
- "La incertidumbre debe tomarse en un sentido radicalmente distinto de la noción familiar de riesgo, de la cual nunca se ha separado adecuadamente ... El hecho esencial es que 'riesgo' significa en algunos casos una cantidad susceptible de medición, mientras que en otros momentos es algo claramente distinto; y existen diferencias cruciales y de largo alcance en los rumbos de los fenómenos dependiendo de cuál de los dos está realmente presente y operando ... Parece que una incertidumbre medible, o 'riesgo' propiamente dicho, como usaremos el término, es tan diferente de una incertidumbre inconmensurable que no es en realidad una incertidumbre en absoluto."

Otras taxonomías de incertidumbres y decisiones incluyen un sentido más amplio de incertidumbre y cómo debe abordarse desde una perspectiva ética.
Por ejemplo, si no se sabe si lloverá mañana o no, entonces hay un estado de incertidumbre. Si las probabilidades se aplican a los posibles resultados utilizando pronósticos meteorológicos o incluso solo una evaluación de probabilidad calibrada, la incertidumbre se ha cuantificado. Supongamos que se cuantifica como un 90% de probabilidad de tiempo soleado. Si hay un evento al aire libre importante y costoso planeado para mañana, entonces existe un riesgo ya que hay un 10% de probabilidad de lluvia, y la lluvia sería indeseable. Además, si se trata de un evento comercial y se perderían 100.000 euros si llueve, entonces el riesgo se ha cuantificado (una probabilidad del 10% de perder 100.000 euros). Estas situaciones se pueden hacer aún más realistas cuantificando la lluvia ligera vs. lluvia fuerte, el costo de los retrasos frente a la cancelación total, etc.     
Algunos pueden representar el riesgo en este ejemplo como la "pérdida de oportunidad esperada" (EOL) o la posibilidad de que la pérdida se multiplique por el monto de la pérdida (10% × 100.000 = 10.000 €). Eso es útil si el organizador del evento es "neutral al riesgo", lo cual no es la mayoría de las personas. La mayoría estaría dispuesta a pagar una prima para evitar la pérdida. Una compañía de seguros, por ejemplo, calcularía una EOL como mínimo para cualquier cobertura de seguro, luego agregaría a esos otros costos operativos y ganancias. Debido a que muchas personas están dispuestas a comprar un seguro por muchas razones, claramente la EOL por sí sola no es el valor percibido de evitar el riesgo. 

## Aspectos significativos
Los usos cuantitativos de los términos incertidumbre y riesgo son bastante consistentes en campos como la teoría de la probabilidad, la ciencia actuarial y la teoría de la información. Algunos también crean nuevos términos sin cambiar sustancialmente las definiciones de incertidumbre o riesgo. Por ejemplo, la sorpresa es una variación de la incertidumbre que a veces se usa en la teoría de la información. Pero fuera de los usos más matemáticos del término, el uso puede variar ampliamente. En psicología cognitiva, la incertidumbre puede ser real, o simplemente una cuestión de percepción, como expectativas, amenazas, etc. 
La vaguedad es una forma de incertidumbre en la que el analista no puede diferenciar claramente entre dos clases diferentes, como 'persona de estatura promedio'. y 'persona alta'. Esta forma de vaguedad puede ser modelada por alguna variación en la lógica difusa o lógica subjetiva de Zadeh. 
La ambigüedad es una forma de incertidumbre donde incluso los posibles resultados tienen significados e interpretaciones poco claros. La afirmación "Regresa del banco" es ambigua porque su interpretación depende de si la palabra "banco" se entiende como "sitio para sentarse" o "una institución financiera" . La ambigüedad generalmente surge en situaciones en las que múltiples analistas u observadores tienen diferentes interpretaciones de las mismas declaraciones.     
La incertidumbre puede ser consecuencia de la falta de conocimiento de los hechos que se puede obtener. Es decir, puede haber incertidumbre acerca de si un nuevo diseño de cohete funcionará, pero esta incertidumbre puede eliminarse con más análisis y experimentación. 
En el nivel subatómico, la incertidumbre puede ser una propiedad fundamental e inevitable del universo. En mecánica cuántica, el principio de incertidumbre de Heisenberg pone límites a cuánto puede saber un observador acerca de la posición y la velocidad de una partícula. Esto puede no solo ser ignorancia de hechos potencialmente obtenibles sino que no hay ningún hecho que se pueda encontrar. Existe cierta controversia en la física sobre si tal incertidumbre es una propiedad irreducible de la naturaleza o si hay "variables ocultas" que describirían el estado de una partícula incluso más exactamente de lo que permite el principio de incertidumbre de Heisenberg.     

## Mediciones
El procedimiento más utilizado para calcular la incertidumbre de medición se describe en la "Guía para la expresión de incertidumbre en la medición" (GUM) publicada por ISO. Un trabajo derivado es, por ejemplo, la Nota técnica 1297 del Instituto Nacional de Estándares y Tecnología (NIST), "Directrices para evaluar y expresar la incertidumbre de los resultados de medición del NIST", y la publicación de Eurachem / Citac "Cuantificación de la incertidumbre en la medición analítica". La incertidumbre del resultado de una medición generalmente consta de varios componentes. Los componentes se consideran variables aleatorias y se pueden agrupar en dos categorías según el método utilizado para estimar sus valores numéricos: 
- Tipo A, los evaluados por métodos estadísticos.
- Tipo B, aquellos evaluados por otros medios, por ejemplo, asignando una distribución de probabilidad

Al propagar las varianzas de los componentes a través de una función que relaciona los componentes con el resultado de la medición, la incertidumbre de medición combinada se da como la raíz cuadrada de la varianza resultante. La forma más simple es la desviación estándar de una observación repetida. 
En meteorología, física e ingeniería, la incertidumbre o el margen de error de una medición, cuando se establece explícitamente, viene dada por un rango de valores que probablemente encierren el valor verdadero. Esto puede denotarse mediante barras de error en un gráfico, o mediante las siguientes anotaciones:     
- valor medido ± incertidumbre
- valor medido +incrtidumbre
−incertidumbre
- valor medido ( incertidumbre )

Esta notación concisa es utilizada, por ejemplo, por IUPAC para indicar la masa atómica de los elementos . 
La notación media se usa cuando el error no es simétrico con respecto al valor. Esto puede ocurrir cuando se usa una escala logarítmica, por ejemplo. 
La incertidumbre de una medición puede determinarse repitiendo una medición para llegar a una estimación de la desviación estándar de los valores. Entonces, cualquier valor individual tiene una incertidumbre igual a la desviación estándar. Sin embargo, si los valores se promedian, entonces el valor de medición promedio tiene una incertidumbre mucho menor, igual al error estándar de la media, que es la desviación estándar dividida por la raíz cuadrada del número de mediciones. Sin embargo, este procedimiento descuida los errores sistemáticos .     
Cuando la incertidumbre representa el error estándar de la medición, como aproximadamente el 68,3% del tiempo, el valor verdadero de la cantidad medida cae dentro del rango de incertidumbre establecido. Por ejemplo, es probable que para el 31,7% de los valores de masa atómica dados en la lista de elementos por masa atómica, el valor verdadero se encuentre fuera del rango establecido. Si el ancho del intervalo se duplica, entonces probablemente solo el 4,6% de los valores verdaderos se encuentran fuera del intervalo duplicado, y si el ancho se triplica, probablemente solo el 0,3% se encuentra fuera. Estos valores se derivan de las propiedades de la distribución normal, y se aplican solo si el proceso de medición produce errores distribuidos normalmente. En ese caso, los errores estándar citados se convierten fácilmente en intervalos de confianza del 68.3% ("one sigma "), 95.4% ("two sigma") o 99.7% ("three sigma").    
En este contexto, la incertidumbre depende tanto de la precisión como de la exactitud del instrumento de medición. Cuanto menor es la precisión y exactitud de un instrumento, mayor es la incertidumbre de medición. La precisión a menudo se determina como la desviación estándar de las medidas repetidas de un valor dado, es decir, utilizando el mismo método descrito anteriormente para evaluar la incertidumbre de medición. Sin embargo, este método es correcto solo cuando el instrumento es preciso. Cuando es inexacto, la incertidumbre es mayor que la desviación estándar de las medidas repetidas, y parece evidente que la incertidumbre no depende solo de la precisión instrumental. 

## En los medios
La incertidumbre en la ciencia, y la ciencia en general, puede interpretarse de manera diferente en la esfera pública que en la comunidad científica. Esto se debe en parte a la diversidad de la audiencia pública y a la tendencia de los científicos a malinterpretar al público no especializado y, por lo tanto, a no comunicar ideas de manera clara y efectiva.  Un ejemplo lo explica el modelo de déficit de información. Además, en el ámbito público, a menudo hay muchas voces científicas que dan su opinión sobre un solo tema.  Por ejemplo, dependiendo de cómo se informa un problema en la esfera pública, las discrepancias entre los resultados de múltiples estudios científicos debido a diferencias metodológicas podrían ser interpretadas por el público como una falta de consenso en una situación en la que sí existe un consenso.  Esta interpretación puede incluso haber sido promovida intencionalmente, ya que la incertidumbre científica puede ser manejada para alcanzar ciertas metas. Por ejemplo, los negadores del cambio climático tomaron el consejo de Frank Luntz para enmarcar el calentamiento global como un problema de incertidumbre científica, que fue un precursor del marco de conflicto utilizado por los periodistas al informar el problema.
"Se puede decir libremente que la indeterminación se aplica a situaciones en las que no todos los parámetros del sistema y sus interacciones son completamente conocidos, mientras que la ignorancia se refiere a situaciones en las que no se sabe lo que no se sabe". Estas incógnitas, indeterminación e ignorancia que existen en la ciencia a menudo se "transforman" en incertidumbre cuando se informan al público para hacer que los problemas sean más manejables, ya que la indeterminación científica y la ignorancia son conceptos difíciles de transmitir para los científicos sin perder credibilidad. Por el contrario, el público a menudo interpreta la incertidumbre como ignorancia. La transformación de la indeterminación y la ignorancia en incertidumbre puede estar relacionada con la mala interpretación del público de la incertidumbre como ignorancia. 
Los periodistas pueden inflar la incertidumbre (haciendo que la ciencia parezca más incierta de lo que realmente es) o minimizar la incertidumbre (haciendo que la ciencia parezca más segura de lo que realmente es). Una forma en que los periodistas inflan la incertidumbre es describiendo una nueva investigación que contradiga la investigación pasada sin proporcionar el contexto para el cambio.  Los periodistas pueden otorgar a los científicos con opiniones minoritarias el mismo peso que los científicos con opiniones mayoritarias, sin describir o explicar adecuadamente el estado del consenso científico sobre el tema.  En la misma línea, los periodistas pueden dar a los no científicos la misma atención e importancia que los científicos.  
Los periodistas pueden minimizar la incertidumbre al eliminar "las palabras tentativas cuidadosamente elegidas por los científicos, y al perder estas advertencias, la información es sesgada y presentada como más segura y concluyente de lo que realmente es". Además, las historias con una sola fuente o sin ningún contexto de investigación previa significan que el tema en cuestión se presenta como más definitivo y seguro de lo que es en realidad.  A menudo existe un enfoque de "producto sobre proceso" para el periodismo científico que también ayuda a minimizar la incertidumbre.  Finalmente, y más notablemente para esta investigación, cuando los periodistas enmarcan la ciencia como una búsqueda triunfante, la incertidumbre se enmarca erróneamente como "reducible y resoluble".  
Algunas rutinas mediáticas y factores organizacionales afectan la exageración de la incertidumbre; otras rutinas de medios y factores organizacionales ayudan a inflar la certeza de un problema. Debido a que el público en general (en los Estados Unidos) generalmente confía en los científicos, cuando las historias científicas se cubren sin señales alarmantes de organizaciones de interés especial (grupos religiosos, organizaciones ambientales, facciones políticas, etc.), a menudo se cubren en un sentido relacionado con los negocios., en un marco de desarrollo económico o un marco de progreso social. La naturaleza de estos marcos es minimizar o eliminar la incertidumbre, por lo que cuando la promesa económica y científica se enfoca en el inicio del ciclo de emisión, como ha sucedido con la cobertura de la biotecnología y la nanotecnología de las plantas en los Estados Unidos, el asunto en cuestión parece más definitivo y cierto.  
A veces, los accionistas, los propietarios o la publicidad presionarán a una organización de medios para promover los aspectos comerciales de un problema científico y, por lo tanto, cualquier reclamo de incertidumbre que pueda comprometer los intereses comerciales se minimiza o elimina.

## Aplicaciones
- La incertidumbre está diseñada en los juegos, especialmente en los juegos de azar, donde el azar es fundamental para jugar.
- En el modelado científico, en el que se debe entender que la predicción de eventos futuros tiene un rango de valores esperados
- En la optimización, la incertidumbre permite describir situaciones en las que el usuario no tiene control total sobre el resultado final del procedimiento de optimización. 
  - En el pronóstico del tiempo, ahora es común incluir datos sobre el grado de incertidumbre en un pronóstico del tiempo.
- La incertidumbre o el error se utilizan en notación científica y de ingeniería. Los valores numéricos solo deben expresarse en aquellos dígitos que tienen significado físico, que se denominan cifras significativas. La incertidumbre está involucrada en cada medición, como medir una distancia, una temperatura, etc., el grado depende del instrumento o técnica utilizada para realizar la medición. De manera similar, la incertidumbre se propaga a través de cálculos, de modo que el valor calculado tiene cierto grado de incertidumbre dependiendo de las incertidumbres de los valores medidos y la ecuación utilizada en el cálculo.[15]
- En física, el principio de incertidumbre de Heisenberg forma la base de la mecánica cuántica moderna.
- En metrología, la incertidumbre de medición es un concepto central que cuantifica la dispersión que uno puede atribuir razonablemente a un resultado de medición. Tal incertidumbre también puede ser referida como un error de medición. En la vida diaria, la incertidumbre de la medición a menudo está implícita, mientras que para cualquier uso serio es necesaria una declaración explícita de la incertidumbre de la medición. La incertidumbre de medición esperada de muchos instrumentos de medición (escalas, osciloscopios, medidores de fuerza, reglas, termómetros, etc.) a menudo se indica en las especificaciones del fabricante.
- En ingeniería, la incertidumbre se puede utilizar en el contexto de validación y verificación del modelado de materiales.[16]
- La incertidumbre ha sido un tema común en el arte, tanto como un dispositivo temático (ver, por ejemplo, la indecisión de Hamlet), y como un dilema para el artista (como la dificultad de Martin Creed para decidir qué obras de arte hacer).
- La incertidumbre es un factor importante en la economía. Según el economista Frank Knight, es diferente del riesgo, donde hay una probabilidad específica asignada a cada resultado (como cuando se lanza una moneda justa). La incertidumbre de Knight involucra una situación que tiene probabilidades desconocidas.

## Otras lecturas
- Lindley, Dennis V. (11 de septiembre de 2006). Understanding Uncertainty. Wiley-Interscience. ISBN 978-0-470-04383-7.
- Gilboa, Itzhak (2009). Theory of Decision under Uncertainty. Cambridge: Cambridge University Press. ISBN 9780521517324.
- Halpern, Joseph (1 de septiembre de 2005). Reasoning about Uncertainty. MIT Press. ISBN 9780521517324.
- Smithson, Michael (1989). Ignorance and Uncertainty. New York: Springer-Verlag. ISBN 978-0-387-96945-9.

- Datos: Q13649246
- Multimedia: Uncertainty / Q13649246
- Citas célebres: Incertidumbre